# Antipiretic

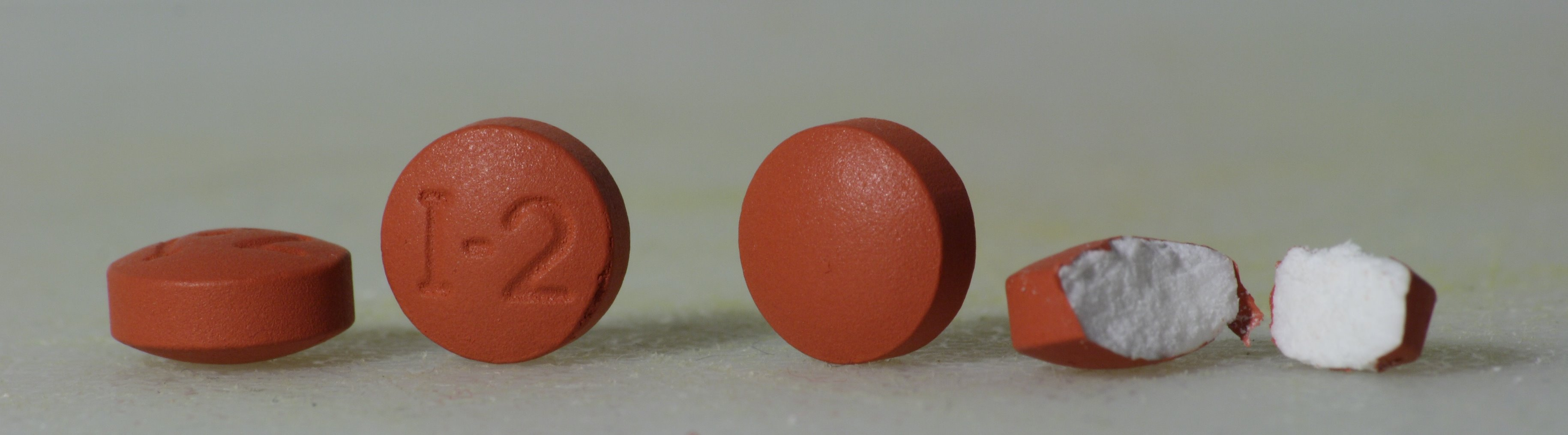
Comprimate filmate cu 200 mg ibuprofen, un antipiretic comun, care mai prezintă și efecte antiinflamatoare și analgezice.

Antipireticele (denumite și febrifuge) sunt medicamente care ajută la reducerea febrei. Principalul mecanism prin care antipireticele reduc febra este anularea efectului de creștere a temperaturii care este indus de către prostaglandine la nivelul hipotalamusului. Reducerea nivelelor de prostaglandine se realizează de cele mai multe ori prin inhibarea de către medicament a enzimei denumite ciclooxigenază, ea fiind implicată în sinteza acestora.

## Exemple
Multe medicamente prezintă și efecte antipiretice:
- Antiinflamatoare nesteroidiene, precum:

- ibuprofen, ketoprofen, naproxen, nimesulidă
- Aspirină și salicilați precum salicilat de sodiu
- Paracetamol (acetaminofen), administrat oral sau parenteral
- Metamizol, retras de pe piață în unele țări pentru riscul de agranulocitoză, în România este disponibil pe bază de prescripție medicală
- Fenazonă (antipirină), asociată cu benzocaină sau alte anestezice locale (lidocaină), pentru tratamentul durerilor din afecțiuni auriculare (sub formă de picături auriculare); nu mai este utilizată pentru tratamentul febrei.
- Nabumetonă